# Karaorman Struga
Karaorman Struga (maced. ФК Караорман) – północnomacedoński klub piłkarski, mający siedzibę w mieście Struga w południowo-zachodniej części kraju. Obecnie występuje w Treta makedonska fudbałska liga.

## Historia
Chronologia nazw:
- 1923: Crn Drin Struga (mac. ФК „Црн Дрим” Струга)
- 1945: Karaorman Struga – po fuzji z Jugoslavija Struga (mac. ФК „Караорман” Струга)

Klub piłkarski Crn Drin został założony w miejscowości Struga w 1923 roku przez miejscową młodzież. Jednym z jego twórców był słynny malarz macedoński Wangeł Kodżoman. Po zakończeniu drugiej wojny światowej klub połączył się z innym miejscowym klubem FK Jugoslavija (Struga) i jako FK Karaorman występował w Mistrzostwach Macedońskiej ligi republikańskiej, która była III, a potem IV poziomem Mistrzostw Jugosławii.
Po uzyskaniu niepodległości przez Macedonię Północną w 1992 zespół startował w drugiej lidze, w której zajął drugie miejsce i awansował do pierwszej ligi. Debiutowy sezon na najwyższym poziomie 1993/94 zakończył na przedostatniej 15.pozycji i wrócił do drugiej ligi. W sezonie 2002/03 uplasował się na 16.miejscu i spadł do trzeciej ligi. Po dwóch latach w 2005 wygrał grupę południowo-zachodnią trzeciej ligi i zdobył promocję do drugiej ligi. Sezon 2007/08 zakończył na 16.pozycji i został zdegradowany do trzeciej ligi.

## Barwy klubowe, strój
| Czerwony | Biały |

Klub ma barwy czerwono-białe. Zawodnicy domowe spotkania zazwyczaj grają w czerwonych koszulkach, czerwonych spodenkach oraz czerwonych getrach.

## Sukcesy

### Trofea międzynarodowe
Nie uczestniczył w rozgrywkach europejskich (stan na 31-05-2019).

### Trofea krajowe
| \| \| Zdobyte trofea w rozgrywkach Macedonii Północnej (stan na: 31-05-2019) \| |                                                                        |      |                                           |
| Rozgrywki                                                                       | Osiągnięcie                                                            | Razy | Sezon(y)                                  |
| Mistrzostwo                                                                     | I miejsce                                                              | 0    |                                           |
| Mistrzostwo                                                                     | II miejsce                                                             | 0    |                                           |
| Mistrzostwo                                                                     | III miejsce                                                            | 0    |                                           |
| Mistrzostwo                                                                     | 15.miejsce                                                             | 1    | 1993/94                                   |
| Puchar                                                                          | zdobywca                                                               | 0    |                                           |
| Puchar                                                                          | finalista                                                              | 0    |                                           |
| Puchar                                                                          | półfinalista                                                           | 1    | 2000/01                                   |
| II liga                                                                         | I miejsce                                                              | 0    |                                           |
| II liga                                                                         | II miejsce                                                             | 3    | 1992/93, 1996/97 (zach.), 1999/00 (zach.) |
| II liga                                                                         | III miejsce                                                            | 0    | 2005/06                                   |
| Macedonia Północna                                                              | Zdobyte trofea w rozgrywkach Macedonii Północnej (stan na: 31-05-2019) |      |                                           |

- Treta liga (D3):
  - mistrz (1x): 2004/05 (płd.-zach.)
  - wicemistrz (2x): 2003/04 (płd.-zach.), 2009/10 (płd.-zach.)
  - 3.miejsce (2x): 2011/12 (płd.-zach.), 2012/13 (płd.-zach.)

Jugosławia
- Macedońska republikańska liga (D3):
  - mistrz (1x): 1957/58 (gr.?)

## Poszczególne sezony

### Rozgrywki krajowe
| \| Macedonia Północna \| Bilans występów klubu w rozgrywkach piłkarskich Macedonii Północnej (Stan na 31 maja 2019 r.) \| \| |                                                                                               |        |       |   |   |   |    |    |     |                               |        |        |      |
| Poziom | Rozgrywki                                                                                     | Sezony | Mecze | Z | R | P | B+ | B– | Pkt | Lata                          | Awanse | Spadki | Naj. |
| I | 1 liga                                                                                        | 1      |       |   |   |   |    |    |     | 1993/94                       | 0      | 1      | 15   |
| II | 2 liga                                                                                        | 13     |       |   |   |   |    |    |     | 1992/93, 1994–2003, 2005–2008 | 1      | 2      | 1    |
| III | 3 liga                                                                                        | 13     |       |   |   |   |    |    |     | 2003–2005, od 2008            | 1      | 0      | 1    |
| IV | opsztinska liga                                                                               | 0      |       |   |   |   |    |    |     |                               | 0      | 0      |      |
| | Puchar                                                                                        |        |       |   |   |   |    |    |     | od 1992                       |        |        | 1/2  |
| Macedonia Północna | Bilans występów klubu w rozgrywkach piłkarskich Macedonii Północnej (Stan na 31 maja 2019 r.) |        |       |   |   |   |    |    |     |                               |        |        |      |

## Struktura klubu

### Stadion
Klub piłkarski rozgrywa swoje mecze domowe na stadionie Gradska Płaża w Struga, który może pomieścić 500 widzów.

### Inne sekcje
Klub prowadzi drużyny dla dzieci i młodzieży w każdym wieku.

## Kibice i rywalizacja z innymi klubami

### Derby
- FK Struga
- Właznimi Struga
- FK Ohrid